# Коралловые аспиды
Кора́лловые а́спиды (лат. Micrurus) — род ядовитых змей из семейства аспидов (Elapidae). Имеют яркую окраску с характерными чёрными, красными и жёлтыми кольцами, размер и порядок чередования которых заметно отличаются у разных видов. Питаются мелкими ящерицами, различными земноводными и крупными насекомымии иногда птицами.

## Описание
Распространены в Северной и Южной Америке, большинство видов живут от Мексики до Уругвая. Длина тела от 50 см у кобрового (Micrurus frontalis) и обыкновенного кораллового аспида (Micrurus corallinus) до 1,5 м у гигантского кораллового аспида (Micrurus spixii), обитающего в бассейне Амазонки. На севере ареала (США, штаты Индиана и Кентукки) обитают арлекиновые коралловые аспиды (Micrurus fulvius) (длина до 1 м). Укусы этих крупных видов представляют реальную угрозу для жизни человека. Доля смертельных исходов после укуса арлекинового аспида очень велика, без оказания помощи человек может погибнуть в течение 20—24 часов.
Голова у представителей рода коралловых аспидов маленькая и притупленная. Вальковатое тело оканчивается коротким хвостом. У водоплавающих видов кончик хвоста плоский, что позволяет его использовать в воде в качестве ласты. Рот небольшой и слабо растягивающийся, ядовитые клыки очень маленькие.

## Мимикрия
Существует несколько неядовитых видов, которые имитируют окраску коралловых аспидов, в том числе молочная змея (Lampropeltis triangulum) и поперечнополосатая королевская змея (Lampropeltis triangulum elapsoides). В Северной Америке порядок следования колец может помочь отличить неядовитый мимикрирующий вид от ядовитых коралловых аспидов. Есть даже поговорка: «Жёлтый и красный — смертельно опасный, красный и чёрный — друг непритворный» («Red and yellow, kill a fellow; red and black, friendly jack»). Однако с уверенностью это правило можно применять только к коралловым аспидам, живущим в южных и восточных регионах США: Micrurus fulvius, Micrurus tener и Micruroides euryxantus. Коралловые аспиды в других частях света могут иметь существенно различные окраски — красные кольца могут касаться чёрных, могут присутствовать только розовые и голубые кольца, или колец может не быть вообще.

## Поведение
Коралловых аспидов довольно сложно найти и поймать, они проводят большую часть своего времени, закопавшись в землю или спрятавшись в опавшие листья во влажных тропических лесах, появляясь на поверхности только в дождь или в течение сезона размножения. Некоторые виды, например, Micrurus surinamensis, практически постоянно живут в воде, в местах, где присутствует плотная растительность.
Как и все змеи семейства аспидов, коралловые аспиды для укуса используют два небольших зуба на верхней челюсти. В отличие от гадюк, которые имеют втягивающиеся клыки и после атаки предпочитают сразу отпустить жертву, коралловые аспиды при укусе стараются держаться зубами, чтобы яд быстрее подействовал.
На коралловых аспидов приходится меньше 1 % от всех змеиных укусов в США, поскольку представители данного рода не агрессивны и не предрасположены к нападению. Большинство их укусов происходит при случайном контакте, например, во время занятия садоводством.

## Виды
Род насчитывает 81 вид:
- Белопоясный коралловый аспид (Micrurus albicinctus)
- Коралловый аспид Аллена (Micrurus alleni) — восток Никарагуа, Коста-Рика и Панама.
- Micrurus altirostris — Бразилия, Уругвай и северо-восток Аргентины, Парагвай.
- Micrurus ancoralis (Якорный коралловый аспид) — юго-восток Панамы, запад Колумбии, запад Эквадора.
- Micrurus annellatus — юго-восток Эквадора, восток Перу и запад Бразилии.
- Micrurus averyi
- Micrurus baliocoryphus — Бразилия, Аргентина, Парагвай.
- Micrurus bernadi — Мексика.
- Micrurus bocourti — запад Эквадора и север Колумбии.
- Micrurus bogerti — Оахака.
- Micrurus boicora
- Micrurus brasiliensis
- Коралловый аспид Брауна (Micrurus browni) — от штата Кинтана-Роо до Гондураса.
- Micrurus camilae — Колумбия.
- Micrurus circinalis
- Коралловый аспид Кларка (Micrurus clarki) — от юго-востока Коста-Рики до запада Колумбии.
- Micrurus collaris — север Южной Америки.
- Обыкновенный коралловый аспид (Micrurus corallinus)
- Micrurus decoratus
- Micrurus diana
- Micrurus diastema
- Micrurus dissoleucus
- Micrurus distans
- Micrurus diutius
- Micrurus dumerilii
- Стройный коралловый аспид (Micrurus elegans)
- Micrurus ephippifer
- Micrurus filiformis
- Кобровый аспид (Micrurus frontalis) — от Бразилии до северо-востока Аргентины.
- Арлекиновый коралловый аспид (Micrurus fulvius) — прибрежные равнины от штата Северная Каролина до штата Луизиана
- Micrurus hemprichii
- Micrurus hippocrepis
- Ибибока (Micrurus ibiboboca)
- Амазонский коралловый аспид (Micrurus isozonus)
- Micrurus langsdorffi
- Широкошеий коралловый аспид (Micrurus laticollaris)
- Широкополосый коралловый аспид (Micrurus latifasciatus)
- Ленточный коралловый аспид (Micrurus lemniscatus) — Бразилия, север Южной Америки и острова Тринидад.
- Micrurus limbatus
- Micrurus margaritiferus
- Micrurus medemi
- Micrurus meridensis
- Коралловый аспид Мертенса (Micrurus mertensi)
- Micrurus mipartitus Краснохвостый коралловый аспид
- Micrurus mosquitensis
- Micrurus multifasciatus
- Многополосый коралловый аспид (Micrurus multiscutatus)
- Micrurus narduccii
- Micrurus nattereri
- Micrurus nebularis
- Чернопоясный коралловый аспид (Micrurus nigrocinctus) — от штатов Юкатан и Чьяпас до Колумбии, а также на западных Карибских островах.
- Micrurus obscurus
- Micrurus oligoanellatus
- Micrurus ornatissimus
- Micrurus pacaraimae
- Micrurus pachecogili
- Micrurus paraensis
- Перуанский коралловый аспид (Micrurus peruvianus)
- Коралловый аспид Петерса (Micrurus petersi)
- Micrurus potyguara
- Micrurus proximans
- Micrurus psyches
- Micrurus putumayensis
- Micrurus pyrrhocryptus — на севере Аргентины, Боливия, Бразилия, Парагвай.
- Micrurus remotus
- Micrurus renjifoi
- Micrurus ruatanus
- Micrurus sangilensis
- Micrurus scutiventris
- Micrurus serranus
- Micrurus silviae
- Гигантский коралловый аспид (Micrurus spixii)
- Micrurus spurelli
- Micrurus steindachneri
- Micrurus stewarti
- Micrurus stuarti
- Суринамский коралловый аспид (Micrurus surinamensis)
- Micrurus tener — от штатов Техас и Луизиана на юг до штатов Морелос и Гуанахуато.
- Micrurus tikuna
- Micrurus tricolor
- Боливийский коралловый аспид (Micrurus tschudii)